# Cultroribula almagulae
Cultroribula almagulae är en kvalsterart som beskrevs av Poltavskaja 1994. Cultroribula almagulae ingår i släktet Cultroribula och familjen Astegistidae. Inga underarter finns listade i Catalogue of Life.